# K. Gunn McKay

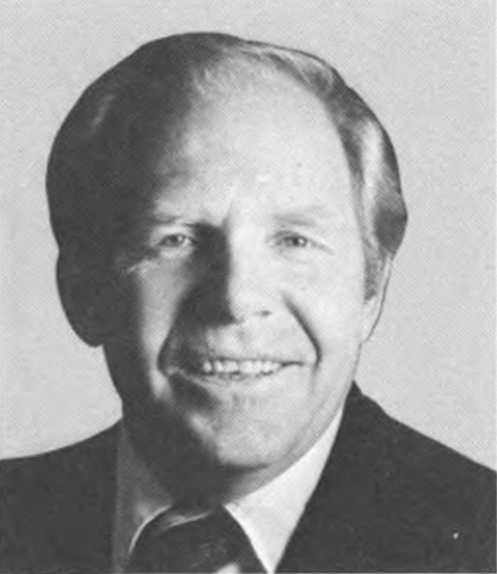
K. Gunn McKay (1977)

Koln Gunn McKay (* 23. Februar 1925 in Ogden, Utah; † 6. Oktober 2000 in Huntsville, Utah) war ein US-amerikanischer Politiker. Zwischen 1971 und 1981 vertrat er den ersten Wahlbezirk des Bundesstaates Utah im US-Repräsentantenhaus.

## Frühe Jahre und politischer Aufstieg
Gunn McKay besuchte die öffentlichen Schulen seiner Heimat und dann von 1958 bis 1960 das Weber College. Daran schloss sich bis 1962 ein Studium an der Utah State University an. Zuvor war er zwischen 1943 und 1946 Mitglied der US-Küstenwache. Nach seiner Studienzeit arbeitete er als Farmer, Geschäftsmann und Geschichtslehrer.
McKay wurde Mitglied der Demokratischen Partei. Zwischen 1962 und 1966 war er Abgeordneter im Repräsentantenhaus von Utah und von 1967 bis 1970 gehörte er dem Beraterstab von Gouverneur Calvin L. Rampton an. Er war Mitglied einer Langzeitplanungskommission für den Staat Utah und einer Kommission zur Reform der Verwaltung. Zur gleichen Zeit war er in Ogden im Vorstand der Mormonenkirche. Zwischen 1962 und 1970 war McKay Delegierter auf allen Parteitagen der Demokraten in Utah.

## Kongressabgeordneter
1970 wurde Gunn McKay für den ersten Wahlbezirk von Utah in das US-Repräsentantenhaus gewählt, wo er am 3. Januar 1971 Laurence J. Burton ablöste. Nachdem er in den folgenden Jahren jeweils in seinem Amt bestätigt wurde, konnte McKay bis zum 3. Januar 1981 insgesamt fünf Legislaturperioden im Kongress absolvieren. Bei den Wahlen des Jahres 1980 unterlag er dem Republikaner James V. Hansen.
Nach dem Ende seiner politischen Tätigkeit war McKay für seine Kirche tätig. Zwischen 1981 und 1984 war er Leiter einer Missionsstation der Mormonen in Schottland mit Sitz in Edinburgh. Gunn McKay starb im Oktober 2006 nach einem Schlaganfall in Huntsville. Er war mit Donna Biesinger verheiratet.